# Milo Burnell Evarts
Milo Burnell Evarts (* 3. September 1913 in Minnesota; † 12. Oktober 1942) war ein US-amerikanischer Soldat.
Evarts wurde am 31. August 1940 in der Reserve der US Navy geführt und wurde am 12. Juni 1940 zum Ensign befördert. In der Schlacht von Cape Esperance wurde Lieutenant Evarts in der Nacht vom 11. Oktober auf den 12. Oktober 1942 während der Beschädigung seines Schiffs, der Bloise, getötet. Ungeachtet der Explosionen der ausgebrochenen Feuer im Geschützturm, in dem er seinen Dienst versah, hielt er seinen Posten bis zu seinem Tod.
Er wurde posthum mit dem Navy Cross ausgezeichnet.
Nach Evarts wurde der Begleitzerstörer USS Evarts (Kennung: DE-5) der gleichnamigen Klasse benannt.
| Personendaten    | Personendaten            |
| ---------------- | ------------------------ |
| NAME             | Evarts, Milo Burnell     |
| KURZBESCHREIBUNG | US-amerikanischer Soldat |
| GEBURTSDATUM     | 3. September 1913        |
| GEBURTSORT       | Minnesota                |
| STERBEDATUM      | 12. Oktober 1942         |